# 21617 Johnhagen
21617 Johnhagen (1999 JO119) là một tiểu hành tinh vành đai chính được phát hiện ngày 13 tháng 5 năm 1999 bởi Nhóm nghiên cứu tiểu hành tinh gần Trái Đất phòng thí nghiệm Lincoln ở Socorro.